# Parafia Przemienienia Pańskiego w Baden-Baden
Parafia Przemienienia Pańskiego – prawosławna parafia w Baden-Baden, erygowana w 1882.
Parafia powstała jako placówka duszpasterska dla Rosjan przybywających do Baden-Baden na kurację. Obecnie zrzesza wiernych narodowości rosyjskiej, kazachskiej, serbskiej oraz konwertytów niemieckich.
W latach 20. XX wieku parafia liczyła ok. 100 wiernych, jej liczebność spadła po II wojnie światowej. Do 1986 nabożeństwa w Baden-Baden odbywały się jedynie raz w miesiącu. Według danych z 2003 ponownie przynależy do niej ok. 100 osób.